# Amaicha del Valle

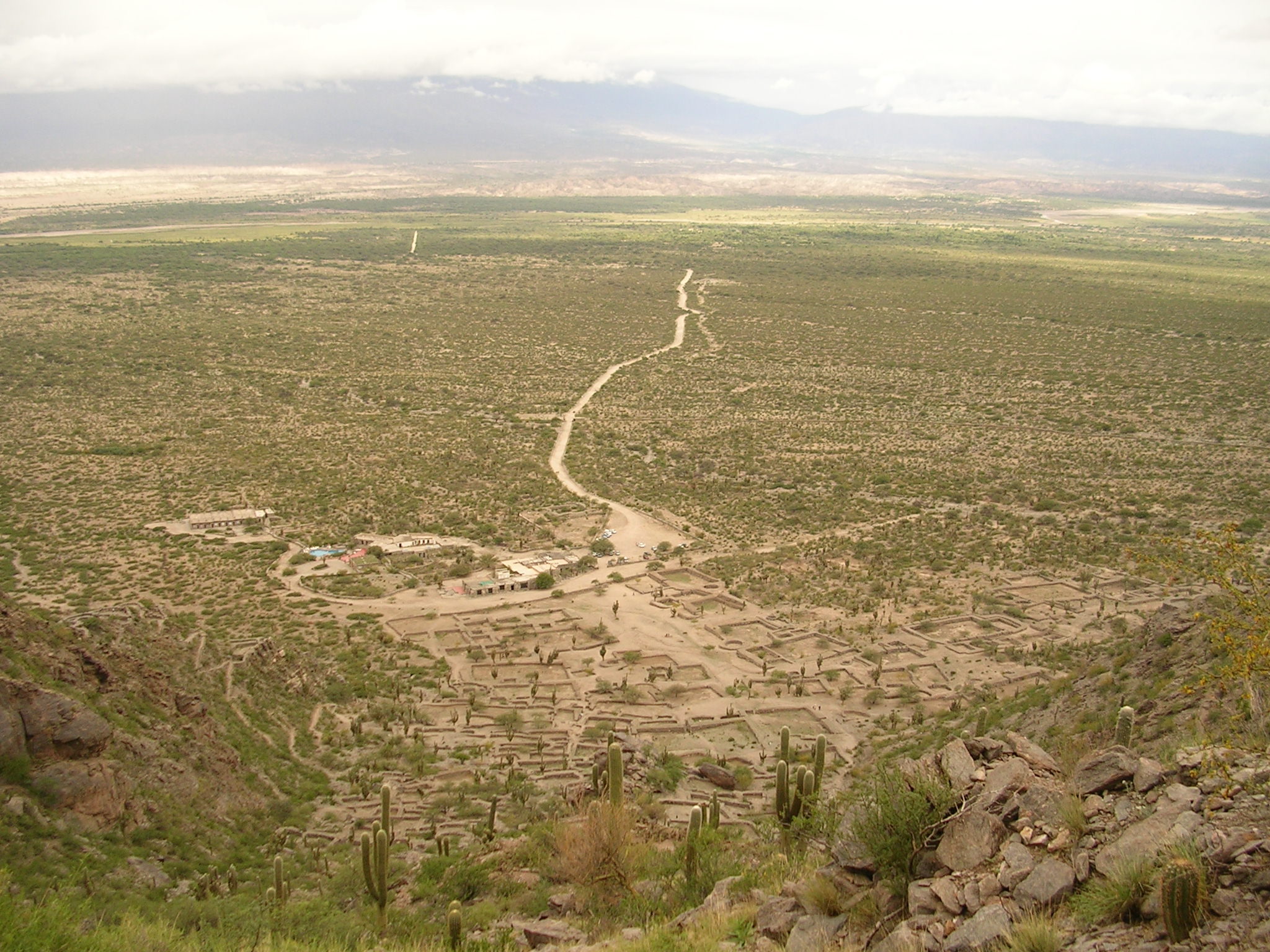
Ruinas de Quilmes

Amaicha del Valle is een plaats in het Argentijnse bestuurlijke gebied Tafí del Valle in de provincie  Tucumán. De plaats telt 3.214 inwoners.
In Amaicha del Valle vindt elk jaar in februari het Pachamamafeest plaats. Ook is er het Museo de la Pachamama. In de omgeving zijn de ruïnes van Quilmes uit de 8e eeuw.